# Quinta

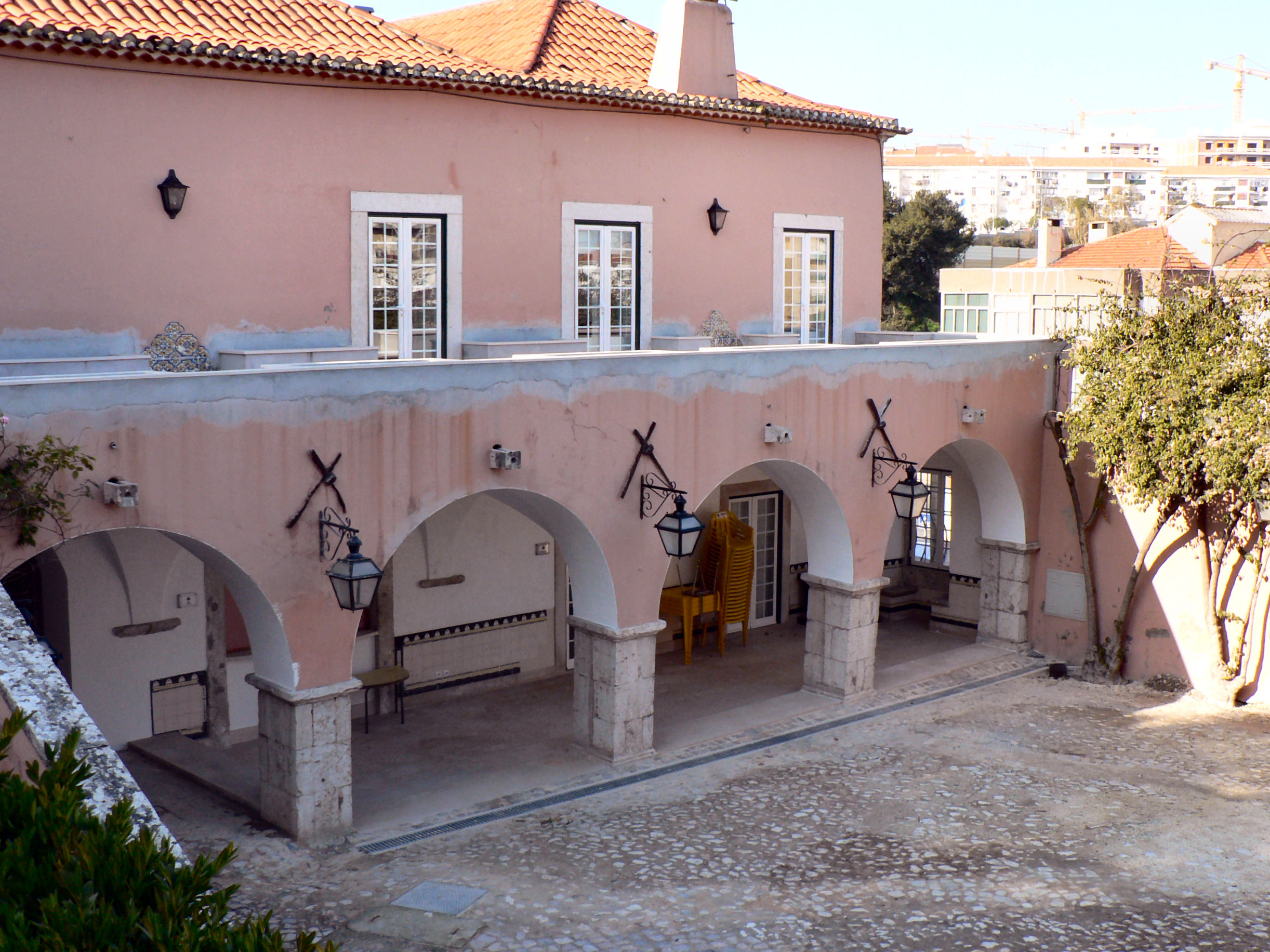
A Quinta de São José Sacavémben (Portugália)

A quinta a portugál építészetre jellemző udvarház, úrilak. Nevét onnan kapta, hogy ezekben az épületekben többnyire öt szoba volt. Nemcsak az anyaországban terjedt el, hanem a külbirtokokon, kiváltképp Madeira szigetén, ahol a sziget építészeti arculatát meghatározó épülettípussá vált.
A quinták többnyire egy emeletesek. Jellemző rájuk a tágas, árnyas belső udvar (pátio) és az emeleten végigfutó galéria.
Madeirán a quintákat eredetileg a cukornád- és szőlőültetvények közepén emelték, a 16. század közepétől azonban ez a vidéki életforma hanyatlásnak indult: a nagybirtokosok inkább bérbe adták földjeiket, ők maguk pedig beköltöztek a sziget fővárosába, Funchalba – ott aztán újabb quintákat emeltek, immár ültetvényeiktől távol.

## Híresebb quinták Madeirán

### Funchalban

#### Quinta Bela Vista
Régi úrilak a város északnyugati szélén; jelenleg szálláshelyként üzemel.

#### Quinta do Bom Successo
A funchali botanikus kert közepén áll. Az épületet a Természettudományi Múzeum kapta meg.

#### Quinta da Casa Branca
Az ápolt kert közepén álló, történelmi főépületet lapos üvegépület egészíti ki; jelenleg szálláshelyként üzemel.

#### Quinta das Cruzes
A felsővárosban, a Fortaleza do Pico erődhöz közel álló épület egykor João Zarco, a sziget felfedezőjének és kormányzójának rezidenciája volt. A 15. századi épületnek csak az alapjai maradtak meg, az azokra emelt épület az 1748-as nagy földrengés után kapta jelenleg látható, barokk formáját. A gazdagon díszített ablakkeretek a sziget legszebb kőfaragványai közé tartoznak. A Mánuel stílusú keretek valószínűleg 16. századiak – föltételezések szerint az 1507-ben épített és ismeretlen időpontban elbontott Szegények kórházából hozták át őket.
Az épületben berendezett múzeumban a gazdag ültetvényesek életvitelét bemutató festményeket, porcelánokat, csempeképeket és cukrosládabútorokat tekinthetünk meg. Időnként koncertet is rendeznek itt.
Belső kertjében kis kőtárat rendeztek be a különféle elpusztult épületek maradványai közül kimentett kődíszek bemutatására. A legérdekesebb látnivaló a város pellengéroszlopának töredéke – az oszlop egykor a róla elnevezett Largo da Pelourinho téren állt.
A quinta körüli kertbe változatos trópusi növényeket telepítettek – még egy kis orchideakiállítás is van ott.

#### Quinta Devónia
A város Santa Maria Maior kerületében álló, a  Monte és Camacha között húzódó Levada dos Tornos csatorna mellett álló épületet teraszosan művelt földek veszik körül. A 20. században szálláshellyé alakították.

#### Quinta Mãe dos Homens
Apartemant szálláshellyé átalakított épület a város Santa Maria Maior kerületében.

#### Quinta Magnolia
Az ugyancsak a felsővárosban, de a tengerparthoz és a Szent Katalin parkhoz közel álló Quinta Magnolia egykor a British Country Club épülete volt; ma a város tulajdona. A villa parkjában, a faóriások között kialakított uszoda, tornapálya és a több teniszpálya is ingyen használható.

#### Quinta da Penha de França
Modern szárnnyal kiegészített úrilak a kertvárosban, jó kilátással a tengerre. Jelenleg szálláshelyként üzemel.

#### Quinta Terreiro da Luta
Egykor a Funchalt Montéval összekötő fogaskerekű vasút végállomása volt; most vendéglő.

#### Quinta Vigia

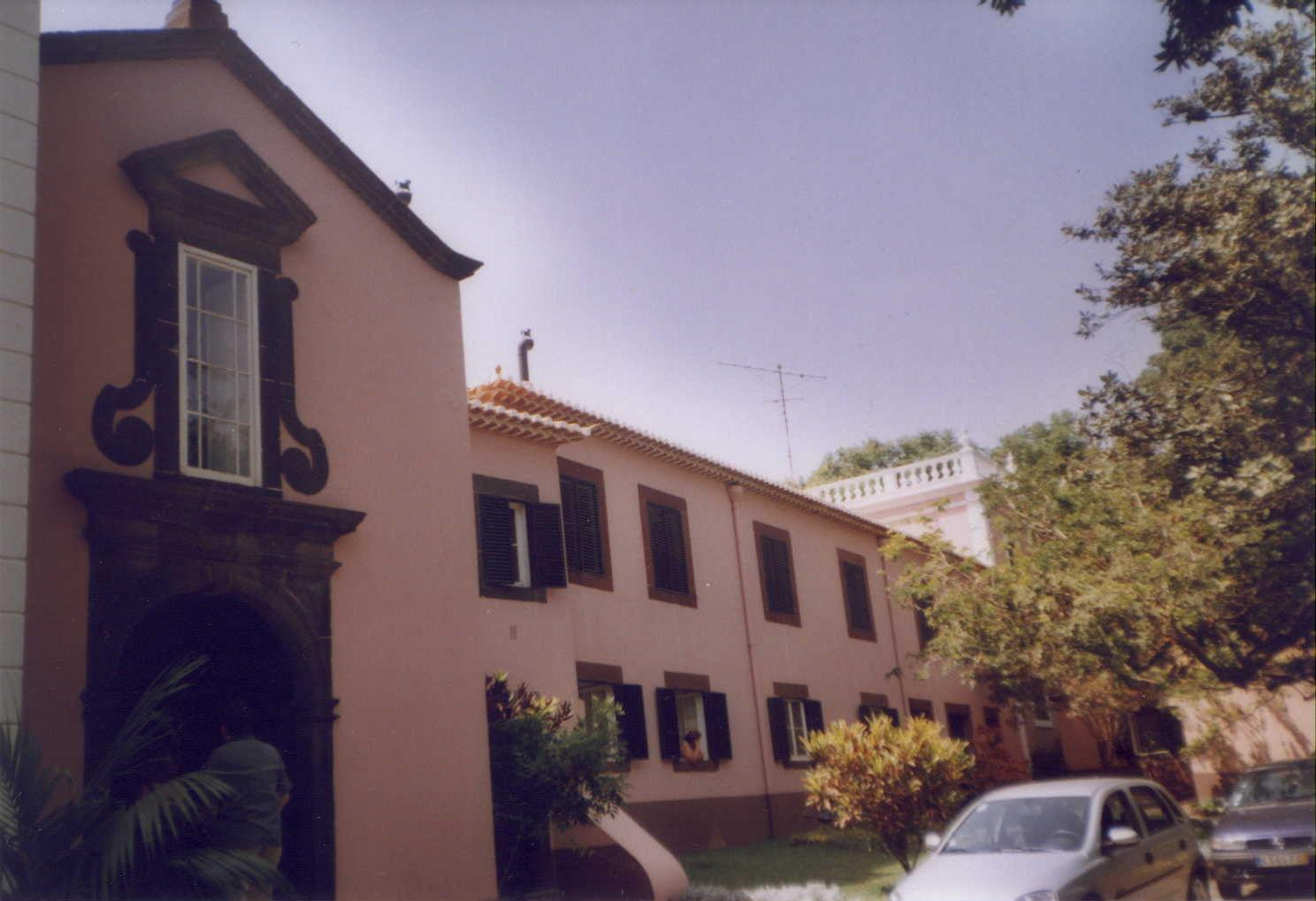
A Quinta Vigia

A halászkikötő fölötti Szent Katalin parkban (Parque de Santa Catarina) álló, rózsaszín falú épületben az önkormányzat hivatalai működnek, ezért a verandát díszítő, nagyon látványos csempeképek csak munkaidőn kívül tekinthetők meg. Az épülethez tartozik egy kis kápolna és egy kerti teázó is. A névazonosság dacára ez a Quinta Vigia nem azonos azzal a villával, amelyben 1860 telén Erzsébet császárné kúráltatta kezdődő tüdőbaját – azt már elbontották. Az idő tájt ezt az épületet még Quinta das Angústiasnak hívták. Egyedül ez maradt meg az egykor a kikötőre néző öt quinta közül: a többit a kaszinó építéséhez elbontották.
A homlokzat rózsaszínre festése a hagyomány része.

#### Quinta das Vistas
A felsővárosban; nagyszerű kilátással az egész városra. Jelenleg szálláshelyként üzemel.

### Funchal környékén

#### Quinta da Fonte
Háromszintes udvarház Funchal és Monte között. Az 1850 körül emelt épületet virágoskertek és gyümölcsfák veszik körül. A 20. század második felében tíz fő befogadására alkalmas szálláshellyé alakították.

#### Quinta de Nossa Senhora da Conceição
Montéban, Funchal központjától 8 km-re. Száműzetésében, 1921-ben ez volt IV. Károly utolsó lakhelye.

#### Quinta Jardims do Imperador
Korábbi nevén egyszerűen csak Quinta da Monte: a Machado család rezidenciája ugyancsak Montéban. 1921 novemberében a család ezt a villát is felkínálta IV. Károlynak, aki azonban hamarosan meghalt spanyolnáthában. Ezután az udvarház sokáig elhagyatottan romosodott, majd restaurálták, a császár emlékére átnevezték, és helyreállított kertjében teázó teraszt rendeztek be.

#### Quinta da Boa Vista
A 18. századi kúria parkjában orchideakertészetet rendezett be az angol Betty Garton.

#### Quinta do Palheiro
A Blandy család, a sziget leggazdagabb családjának villája. Körülötte alakították ki a család nevét viselő Blandy's Garden botanikus kertet.

### A sziget más településein

#### Quinta do Alto de São João
A Ponta do Solban álló, háromszintes, hagyományos rózsaszínűre festett épület a város egyik jelképe. A 20 században szállodává (Hotel Quinta do Alto de São João) alakították. Valójában nem is quinta, csak a neve az: a hagyományos quintáknál jóval nagyobb épületben a szálláshellyé alakítás előtt tejfeldolgozó üzem, postahivatal, erdészet, illetve állami iskola működött.

#### Quinta da Capela
A Porto da Cruzban, egy domb tetején álló, háromszintes épületet a 17. században emelték. A 20. században szálláshellyé alakították.

#### Quinta Cova do Milho
A  Santo António da Serrában, a repülőtértől mintegy tíz percnyi autóútra álló úrilakot 1930 körül építette a Farra család. A század második felében szálláshellyé alakították.

#### Quinta do Conde
Madeira egyik legrégibb udvarháza Arco da Calhetában. Az eredeti épületet a 16. században emelte Torre Bela viscountja, aki őseit az első telepesekig vezette vissza. Kápolnája, aminek bejáratát a család címere díszíti, ugyancsak 16. századi. A 20. században szálláshellyé alakították.

#### Quinta do Furão
A vidéki úrilak külsejű, magányos épület Santanában egy tengerparti szőlőhegyen áll. Luxusszállássá alakították. Nem messze tőle azonos néven éttermet is nyitottak.

#### Quinta do Espigão
Ponta da Pargótól nem messze, egy erdős szirten álló, magányos ház; csak gyalog vagy terepjáróval közelíthető meg. Háromszobás vendéglátó hellyé alakították, és ennek érdekében teljesen átépítették (még úszómedencéje is van).

#### Quinta do Lagar
A Santo António da Serrában álló, hagyományos rózsaszínűre festett, kétszintes épület egykor egy, főleg almabor előállításával foglalkozó család tulajdona volt. A 20. század második felében rekonstruálták és szálláshellyé alakították.

#### Quinta do Pântano
Nagy farm közepén, egy kis tó partján álló, szálláshellyé alakított épület Santo António da Serrában.

#### Quinta Pedagógica dos Prazeres
Prazeresben, a Paúl da Serra fennsíkra fölvezető út mellett. A villa kertjében egzotikus állatokat, így struccokat és lámákat láthatunk.

#### Quinta do Portada Branca
A 19. században, Camachában épült ház neve ellenére és a szokásoktól eltérően nem öt-, hanem hatszobás. Szálláshellyé alakították.

#### Quinta da Quebrada
Szálláshellyé alakított udvarház Madeira északi partvidékén, Arco de São Jorge közelében.

#### Quinta Sabino
Szálláshellyé alakított, kétszintes udvarház, nem messze Caniçaltól.

#### Quinta do Santo da Serra
Ez a rózsaszínűre festett villa egykor épp úgy a Blandy család tulajdonában volt, mint a Quinta do Palheiro. Hatalmas kertjét azóta közparkká alakították; most ez Santo António da Serra legfőbb látványossága.

#### Quinta São Lourenço
A Fajã da Ovelhában 1200 négyzetméteres kert közepén álló épületet szálláshellyé alakították.

#### Quinta Spléndida
Caniçóban, az Estrada da Ponta Oliveirán. Az ápolt kertben álló, régi kúriát szálláshellyé alakították, és új épületekkel vették körül.

#### Quinta das Vinhas
Az Estreito da Calhetában, a hegyek között, egy szőlőültetvény közepén álló épületet a 20. században szálláshellyé alakították.

#### Quinta das Vinhas-Casas
Nagy szőlőültetvény közepén álló, szálláshellyé alakított épület szabadtéri úszómedencével Estreito da Calhetában.